# Dayanara Torres
Dayanara Torres (sinh ngày 28 tháng 10 năm 1974 tại San Juan, Puerto Rico) là một nữ hoàng sắc đẹp, diễn viên, ca sĩ và người mẫu nổi tiếng của Puerto Rico. Cô là người phụ nữ thứ tư của Puerto Rico đăng quang danh hiệu Hoa hậu Hoàn vũ.